# 444
444是一個在443和445之間的自然數。

## 數字性質
- 合數，正因數有1、2、3、4、6、12、37、74、111、148、222和444。
質因數分解為{\displaystyle 2^{2}\times 3\times 37}。
- 過剩數，真因數和為620，盈度為176。
  - 半完全數，和為本身的其中一組因數為37、 74、 111、 222。
- 不尋常數，大於平方根的質因數為37。
- 十进制的哈沙德數。
- 十进制的奢侈數。
- 第54個迴文數
- {\displaystyle 444^{2}+1=197137}可以組成一個{\displaystyle n^{2}+1}形態的質數
- 當一個平方數以「恰好3個」相同數字結尾時，其尾數必定是444。[1]

## 其他領域
- 長崎縣大村市至佐賀縣佐賀市為國道444號
- 職業棒球中長嶋茂雄全壘打通算為444
- 漢語中444的諧音似"死死死"，華人世界普遍人認為不吉利，故有華人常有顧忌之為(如旅館房間沒有第444號房間，443號房接著是445號房。)。